# Anaxago
Anaxago SAS est une plate-forme de financement participatif créée en 2012 par Joachim Dupont, Caroline Lamaud et François Carbone. La société a été une des premières à proposer ce type d'activité en France,,. Elle a obtenu en 2014 un agrément de l'Autorité des marchés financiers de conseiller en investissements participatifs (CIP).
Elle permet à des investisseurs particuliers d'investir conjointement dans des jeunes pousses et d'effectuer des prêts à des projets immobiliers, en financement participatif,. Elle a passé en 2018 le seuil de 100 millions d'euros collectés, dans plus de 180 projets sélectionnés. Elle a notamment permis l'investissement dans les start-up Nestor, Novolyse, Acticor Biotech, Eyebrain, Shapr.
La société est apparue en 2017 en 13e position des jeunes pousses du domaine Fintech les plus actives de Business Insider en 2017. Selon le site indépendant[réf. nécessaire] HelloCrowdFunding, elle est deuxième en France en 2017 sur le nombre de projets proposés,.
Anaxago a annoncé le 4 octobre 2018 la création d'une société de gestion agréée par l'Autorité des marchés financiers, Anaxago Capital, et la levée d'un fonds d'investissement. En mars 2019, la société déclarait employer 35 personnes, en étant rentable avec 3,5 M€ de chiffre d'affaires en 2018, en s'orientant en 2019 vers la numérisation de l'épargne et viser un chiffre d'affaires de 4,5 M€.
La société est basée à Paris et propose des projets dans toute la France.